# Kaple svatých Fabiána a Šebestiána (Žalany)
Kaple svatých Fabiána a Šebestiána v Žalanech z poloviny 19. století stojí na návsi a má přidělené popisné číslo 136. Postavena byla v polovině 19. století. Památkově chráněná je od roku 1958. Patří do bořislavské farnosti.

## Historie

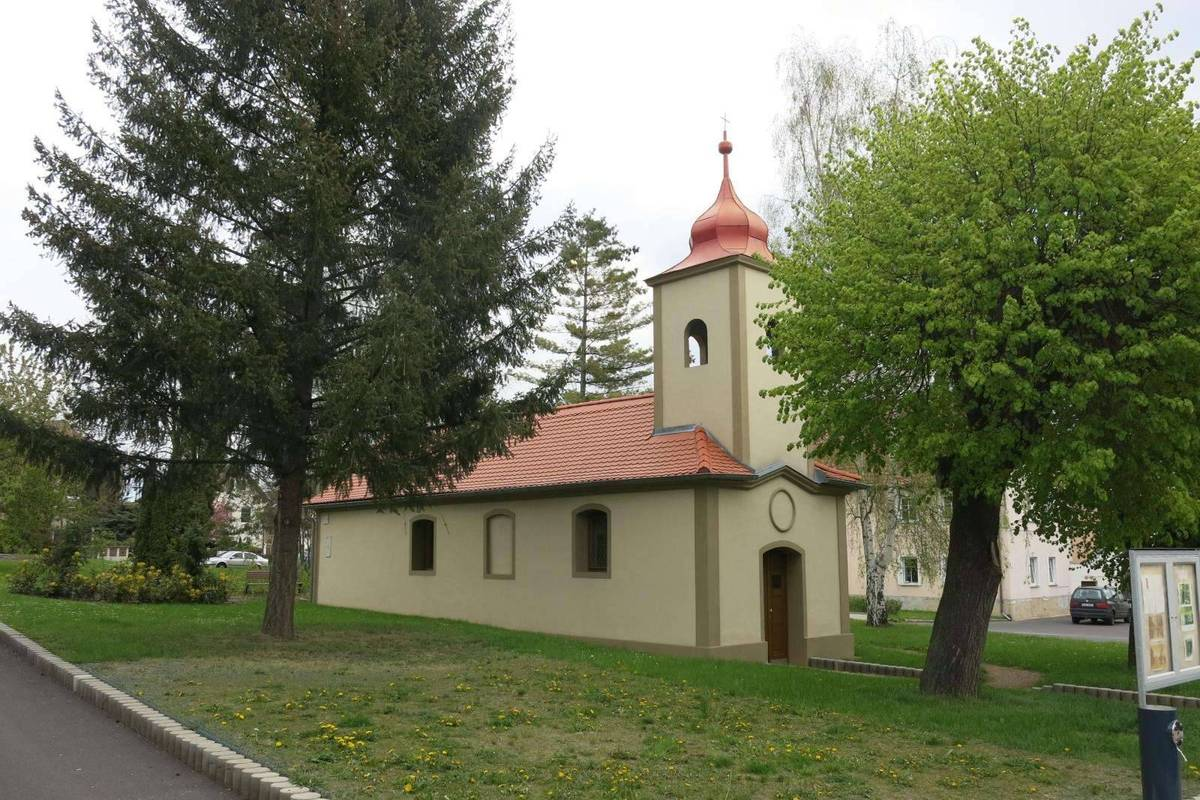
Průčelí s věží

Památkářská evidence klade postavení kaple chybně do období kolem roku 1800. Ve skutečnosti byla postavena a vysvěcena v roce 1851. Stávající kaple měla předchůdkyni. Postavena byla roku 1689 nákladem místního sedláka Jana Svobody. V roce byla 1850 zbořena.
Od října 1813 do února 1814 zemřelo v Žalanech podle matriky celkem 26 osob. Jako důvod se u většiny z nich uvádí "Frais", což lze přeložit jako křeče či nervová horečka. V literatuře se píše, že epidemie začala odeznívat v den svátku svatých Fabiána a Šebestiána roku 1814, který připadá na 20. leden. To měl být důvod, proč byla tehdy existující kaple zasvěcena těmto světcům. Skutečností je, že ještě v únoru toho roku zemřeli čtyři další obyvatelé Žalan na nakažlivou horečku.
Roku 1927 byla kaple nákladem obce opravena. Neznámo kdy se presbytář kaple začal používat jako hasičská zbrojnice a později jako klubovna a skladiště. V roce 2014 se začalo s opravou kaple, v jejímž závěru se zřídilo kolumbárium.

## Stavební podoba
Kaple má obdélný půdorys a sedlovou střechu. Je orientovaná severo-jižním směrem. Jižní fasádu tvoří věž zhruba čtvercového půdorysu, v patře na každé straně se zvonovým otvorem. Na severní a západní fasádě jsou tři segmentově zakončené okenní otvory, z nichž prostřední je zaslepený. Nad vchodem je slepé štukové zrcadlo.